# بلوزو
بلوزو (به اسپانیایی: Belsué) یک منطقهٔ مسکونی در اسپانیا است که در نوئنو واقع شده‌است. بلوزو ۱۱ نفر جمعیت دارد و ۹۳۴ متر بالاتر از سطح دریا واقع شده‌است.